# Zăvoieni
Zăvoieni – wieś w Rumunii, w okręgu Vâlcea, w gminie Măciuca. W 2011 roku liczyła 114 mieszkańców.